# Dampfomnibus

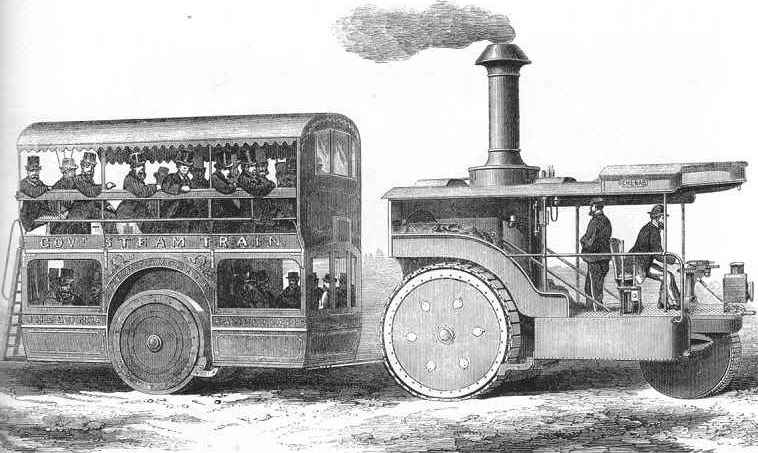
Robert William Thomsons Road Steamer, um 1870 im Linienverkehr Edinburgh-Leith.

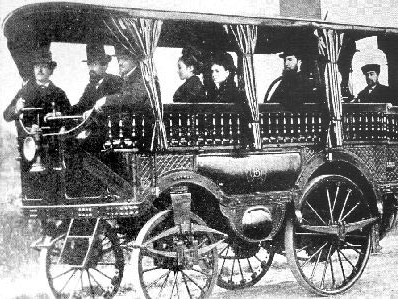
Amédée Bollées L'Obéissante (1875)

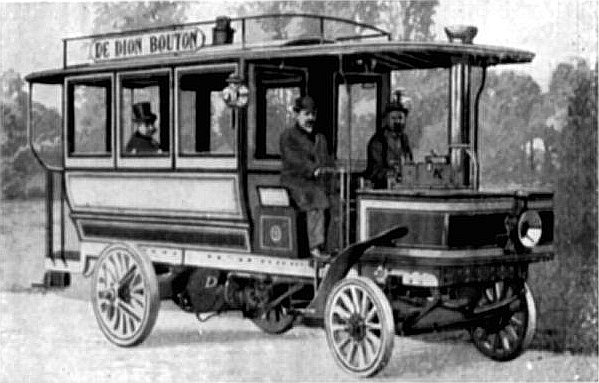
Dampfomnibus von De Dion-Bouton (um 1890)

Dampfomnibusse sind Dampfwagen (Omnibusse), die im 19. Jahrhundert in England und Frankreich eingesetzt wurden. Der Dampfomnibus erinnert äußerlich an eine Kutsche. Er wurde mit Koks betrieben. Der Bus bot im Durchschnitt Plätze für 8 bis 18 (oft 14) Passagiere, davon waren einige überdacht. Der Fahrer saß meist weit oben auf einem nicht überdachten Platz.

## Geschichte

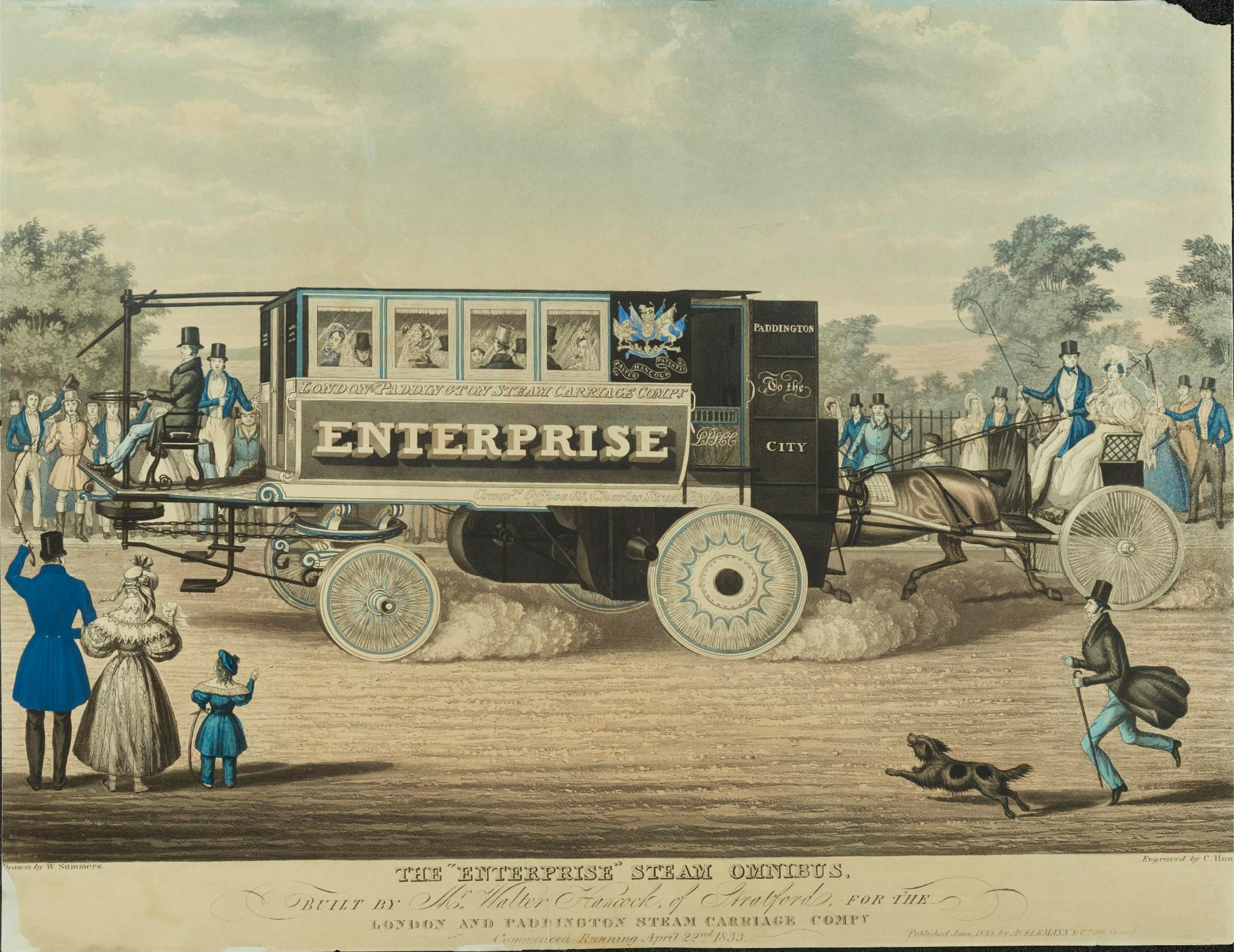
The "Enterprise" Steam Omnibus, 1833

Als Erfinder kann der Engländer Sir Goldsworthy Gurney gelten, der 1826 den ersten Dampfomnibus konstruierte. Oft wird aber auch sein Landsmann Walter Hancock als Erfinder bezeichnet. Hancock erhielt 1827 ein Patent für ein dampfgetriebenes Straßenfahrzeug, baute 1831 die Infant, einen Zehnsitzer, den er zunächst auf der Route Stratford–London und später zwischen London und Brighton einsetzte. 1833 nahm der Erfinder die speziell als Omnibus konstruierte Enterprise in Betrieb. Als öffentliches Verkehrsmittel pendelte dieses Fahrzeug für die London and Paddington Steam Carriage Company zwischen London, Islington und Paddington. Zur Premiere soll er jedoch von Zuschauern mit Steinen beworfen worden sein. Das British Museum bewahrt eine zeitgenössische Radierung der Enterprise. Ein weiterer Dampfomnibus von Hancock war der Automaton.
Den achten Wagen Hancocks kaufte der österreichische Optiker Peter Wilhelm Friedrich von Voigtländer 1834 für ca. 600 Pfund. Er ließ das Fahrzeug („Dampfzugkarren“) mit vier Pferden nach Wien transportieren und stellte es im Wiener Prater gegen Eintrittsgebühr aus. Am 26. Oktober 1834 fuhr Voigtländer dann das Fahrzeug in der Hauptallee vor 15.000 Zuschauern. Das ursprüngliche Bahnprojekt einer Verbindung Wien–Pressburg wurde jedoch nie realisiert, und das Fahrzeug nach Russland verkauft.
Die ersten Fahrzeuge dieser Art fuhren bis zu 15 km/h. Hauptsächlich fuhr der Dampfomnibus zwischen London und dessen Vororten. 1836 gab es 700 Fahrten. 
Der Erfinder William Church setzte ab 1832 zwischen London und Birmingham Busse für 52 Passagiere ein. 
1865 wurde durch den Red Flag Act eine Geschwindigkeitsgrenze gesetzt: in Orten bis zu 3 km/h und außerhalb bis zu 6 km/h. Durch dieses Limit verlor der Dampfwagen immer mehr an Bedeutung.
Robert William Thomson patentierte 1867 mit dem Road Steamer eine Zugmaschine mit stehendem Kessel und Vollgummibereifung, die auch im Personenverkehr eingesetzt wurde. Eine Linie bediente um 1870 Edinburgh und Leith in Schottland. 1884 nahm Hermann Michaelis in Chemnitz den regelmäßigen Dampfomnibus-Betrieb mit einer Eigenkonstruktion auf. Die Strecke war 7 km lang (Chemnitz–Altenhain). Der geplante Einsatz seiner Omnibusse in Köslin/Hinterpommern und Plauen scheiterte jedoch.
Erst 1896 wurde der „Red Flag Act“ aufgehoben. Damit begann der Siegeszug des benzingetriebenen Omnibusses auch in Großbritannien. Dampfomnibusse hielten sich in London noch bis 1919, im Übrigen Großbritannien bis 1923.
Der Franzose Amédée Bollée baute 1873 in seinem Unternehmen einen 40 km/h schnellen neuen Dampfomnibus namens L'Obéissante (siehe Bild).
Dampfomnibusse standen zu Beginn im Wettbewerb mit der gleichzeitig aufkommenden Dampfeisenbahn. Dem Vorteil, nicht schienengebunden zu sein, standen jedoch einige Nachteile gegenüber. Besonders mangelhaftes Lenkverhalten und unzulängliche Bremsen wurden bei mehreren Konstruktionen bemängelt.